# Pipe (pasta)
Le pipe, anche dette chiocciole o lumache, sono un tipo di pasta corta. 

## Origine
Come molti tipi di pasta non è semplice determinare il luogo di origine delle pipe: sebbene ci sia chi le collega alla tradizione romana, la forma tubulare schiacciata da una parte le colloca in un più ampio areale del centro-nord italiano.

## Descrizione
Le pipe sono un tipo di pasta corta, tubulare ricurva simile a un guscio di chiocciola. Una delle due aperture all'estremità è aperta, l'altra appiattita, quasi chiusa. Hanno una lunghezza di circa 2,3 cm, con un diametro di circa 1,3 cm. Lo spessore della sfoglia è intorno a un millimetro e un quarto. Alcune marche usano entrambi i nomi per due formati di dimensioni differenti. Le pipe possono essere rigate o, molto più raramente, lisce.
Grazie alla caratteristica forma riescono a catturare anche i sughi più liquidi e sfuggenti, trattenendo il condimento all'interno, e nel caso di quelle rigate, in parte anche all'esterno. Per questo le pipe sono perfette per le salse leggere a base di pomodoro fresco, o nelle ricette estive con verdure; sono tuttavia particolarmente indicate anche con i sughi a base di carne, tra cui il ragù di maiale, manzo, salsiccia o funghi e usate anche nelle ricette al forno (soprattutto nella versione grande, in cui vengono fatte ripiene).

## Varianti

### Lumaconi
I lumaconi (o lumache grandi) sono una variante di più grandi dimensioni delle pipe. Sono originari della Liguria e la Campania ma diffusi in tutta Italia. Cuociono in 13/18 minuti. Si prestano ad essere farciti.